# Martin Sulík
Martin Sulík (* 19. Februar 1997) ist ein slowakischer Fußballspieler.

## Karriere
Ausgebildet wurde Martin Sulík zuerst bei dem ŠK Slovan Bratislava und wechselte während der Saison 2015/16 nach Tschechien in die U19-Abteilung von Slavia Prag. Zu Jahresbeginn 2017 stieg er in die 2. Mannschaft des Vereins auf und verließ den Verein, nachdem er ein halbes Jahr in der 2. Mannschaft gespielt hatte. Er schloss sich zur Saison 2017/18 der Mannschaft von TJ Štěchovice an, welche in der Česká fotbalová liga spielte. Nach einer Saison wurde er vom Zweitligisten MFK Chrudim verpflichtet und debütierte für den Verein am 28. Juli 2018 bei der 3:2-Niederlage gegen FK Ústí nad Labem in der Fotbalová národní liga, als er in der 79. Minute für Sebastien Langr eingewechselt wurde. In den beiden Spielzeiten mit der Mannschaft aus Chrudim konnte er als 13. und Zehnter jeweils den Klassenerhalt erreichen. Nach der Saison 2019/20 nahm er sich eine zwei jährige Auszeit vom Fußball und schloss sich zur Saison 2022/23 dem Amateurverein TJ Sokol Tuchoměřice an.